# Horná Krupá
Horná Krupá este o comună slovacă, aflată în districtul Trnava din regiunea Trnava. Localitatea se află la altitudinea de 216 m deasupra n.m., se întinde pe o suprafață de 8,65 km2 și în 2017 număra 499 de locuitori.

## Istoric
Localitatea Horná Krupá este atestată documentar din 1113.

## Demografie
| An:                | 1994 | 2004   | 2014   | 2024   |
| ------------------ | ---- | ------ | ------ | ------ |
| Număr de persoane: | 575  | 520    | 472    | 492    |
| Diferență:         |      | −9,56% | −9,23% | +4,23% |

| An:                | 2023 | 2024   |
| ------------------ | ---- | ------ |
| Număr de persoane: | 498  | 492    |
| Diferență:         |      | −1,20% |